# Agnes Cecilija
Agnes Cecilija : nenavadna zgodba je misteriozna zgodba za mladino, ki jo je napisala švedska avtorica Marie Gripe, ki je leta 1974 za svoje življenjsko delo prejela Andersenovo nagrado. Roman z izvirnim naslovom Agnes Cecilia - en sällsam historia je v slovenščino prevedla Helena Bauman in ilustrirala Alenka Sottler. 

## Vsebina
Nora je dekle, ki je pri petih letih v prometni nesreči izgubila oba starša. Od takrat so si jo njeni sorodniki deset let podajali od rok do rok, dokler ni ostala pri očetovi teti Karin, ki je knjižničarka in njenemu možu Andersu, ki je učitelj v gimnaziji. Karin in Anders imata tudi sina Daga, Norine starosti. K družini pripada tudi pes z imenom Ludde. 
Nora je imela vedno občutek, da ne spada k družini, kot da bi jo podzavestno odrivali, a v resnici so ji bili edini sorodniki, ki so ji lahko bili kot prava družina.
A nenavadne stvari se začnejo pojavljati v Norinem življenju, ko se s svojo novo družino preselijo v novo stanovanje. Nora pogosto sliši korake, ki se približujejo njeni sobi, a se ustavijo na pragu njene sobe in jo opazujejo. A koraki nikoli niso imeli lastnika, bila je le duša, ki jo je prihajala opazovati. Istočasno s koraki je v njeni sobi začela teči stara ura, ki naj ne bi nikoli več tekla, a ura je vedno tekla v nasprotno smer. Vedno, ko so koraki izginili, je tudi ura prenehala biti. Kljub temu Nora ni bila nikoli prestrašena. Kadar je zaslišala neznane korake je čutila lagodje in varnost, kot da bi jo tista duša varovala. 
Poleg korakov in nenavadne ure se je nenavadno obnašal tudi njihov pes Ludde, ki si ni upal v njene prostore in kasneje pogosto pobegnil od doma. Nenavadna je bila tudi knjiga o Ruskih ljudskih pravlicah, v domači knjižnici, ki je sama od sebe padala na tla in vsebovala nenavadne verze. Posebna je bila tudi lutka, ki je bila videti kot živa in je imela okoli vratu medaljon v katerem je bila slika neke Cecilije, ko je bila stara sedemnajst let. 
Nora s pomočjo Daga in lutke poskuša ugotoviti te nenavadna dogajanja, a naleti na družinsko skrivnost, ki so jo vsi sorodniki poskušali pozabiti in izbrisati, da je obstajala. 

## Zbirka
Knjiga je bila izdana v zbirki Andersenovi nagrajenci pri založbi Mladinska knjiga.

## Izdaje in prevodi
Slovenska izdaja iz leta 1998 (COBISS)

## Priredbe
Knjiga je bila leta 1991 prirejena v film Agnes Cecilia - en sällsam historia. 